# Eye Level
Eye Level é um single de 1972 tocado pela Simon Park Orchestra. Ele foi originalmente produzido para a Biblioteca Musical De Wolfe e selecionado pela Thames Television para ser a música-tema de sua série de detetive baseada nos Países Baixos, Van der Valk.

## Visão geral
O trabalho foi originalmente destinado a uma biblioteca musical, sendo vagamente baseada em uma rima de ninar alemã/holandesa chamada Jan Hinnerk (em alemão) ou Catootje (em holandês), que por sua vez, tomou uma linha melódica de Le Nozze di Figaro, de Mozart.
O compositor holandês Jan Stoeckart adaptou a melodia original, e escreveu uma nova linha-topo sob o nome de Jack Trombey, ao passo que Simon Park arranjou-a para sua própria orquestra e conduziu a gravação. A faixa era chamada em sua totalidade "Eye Level (Theme from the TV series 'Van Der Valk'). Uma música baseada nesta, com letra adicionada, chamou-se "And You Smiled", performada por Matt Monro.
A melodia tornou-se popular com as audiências, e então a Columbia Records lançou-a como um single (número de catálogo: DB 8946), com o tema da série de drama Crown Court (da Granada Television), chamado "Distant Hills", no lado B. A gravação entrou nas tabelas de músicas do Reino Unido em 1972 por apenas duas semanas, para o final daquele ano. Quase um ano depois, a gravação foi re-lançada, e em setembro de 1973 tornou-se um imenso hit, alcançando a primeira posição por quatro semanas, e mais 20 semanas no TOP50. As vendas totais foram de 1.005.500, ganhando assim o prêmio "disco de platina" e tornando-se um dos 12 singles mais bem-vendidos da década (de 1970). Na Irlanda, a música também tornou-se hit, alcançando a 3ª posição nas tabelas por ali. Em 1974, Stoeckart lançou sua própria versão, sob o nome Jack Trombey's Brass.
Sales and Certifications